# Depresiunea Abrud
Depresiunea Abrud este o depresiune de eroziune, intramontană, situată în Munții Apuseni, între Munții Trascăului (la est și sud) și Munții Bihorului (la vest), străjuită de cel două vârfuri ale Detunatelor (către sud-est), la 600-800 m altitudine, cu o suprafață de 36 km². Prezintă un relief colinar, format din culmi prelungi, împădurite, ce coboară spre partea centrală a depresiunii.